# Radioamator (czasopismo)
Radioamator – polski miesięcznik o tematyce radiotechnicznej, wydawany od stycznia 1950 r.  do grudnia 1951 r. przez Polskie Radio, a od stycznia 1952 r.  do  lutego 1961 r.  przez Wydawnictwa Komunikacyjne. Od roku 1961 pismo  w związku z rozszerzeniem tematyki ukazywało się pod nazwą „Radioamator i Krótkofalowiec”.